# St. Laurentius (Senden)

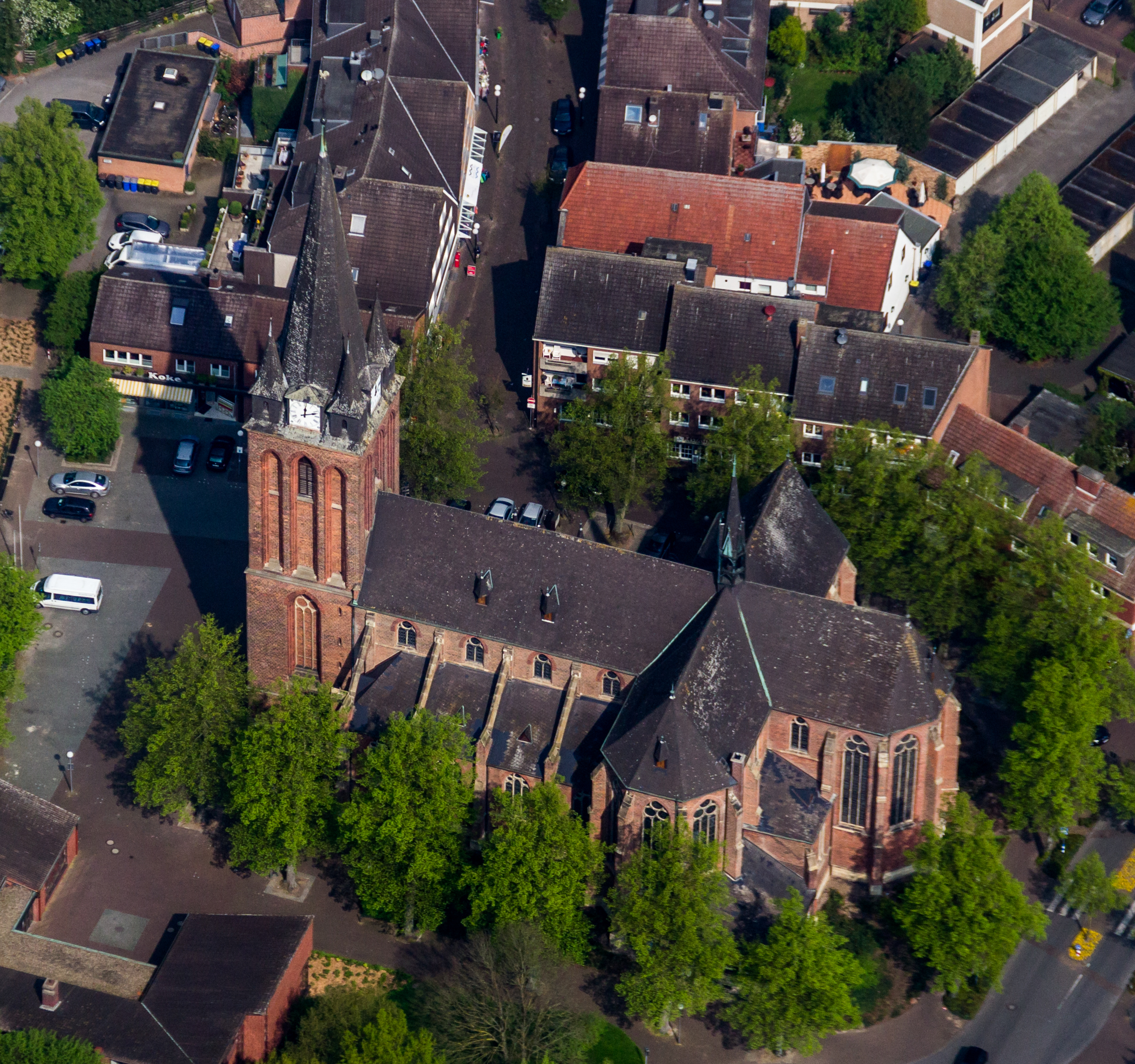
Senden, St. Laurentius

Die römisch-katholische, denkmalgeschützte Pfarrkirche St. Laurentius steht in Senden, einer Gemeinde im Kreis Coesfeld von Nordrhein-Westfalen. Die Pfarrgemeinde gehört zum Dekanat Lüdinghausen des Bistums Münster.

## Architektur und Ausstattung
Die neugotische Basilika wurde von 1870 bis 1873 anstelle eines spätgotischen Vorgängerbaus nach einem Entwurf von Hilger Hertel dem Älteren erbaut. Sie besteht aus einem Kirchturm im Westen, einem Langhaus, einem Querschiff und einem Chor im Osten mit Fünfachtelschluss. Die Wände der Seitenschiffe und die des Mittelschiffs im Bereich der Obergaden werden von Strebepfeilern gestützt. Im Glockenstuhl des Kirchturms hängen drei Kirchenglocken, die von Wolter Westerhues gegossen wurden. Über der Vierung erhebt sich ein Dachreiter. 
Die Wandmalereien im Chor wurden nach einem Entwurf von Friedrich Stummel hergestellt. Von der Kirchenausstattung des Vorgängerbaus wurde ein Sakramentshaus übernommen. 

## Orgel

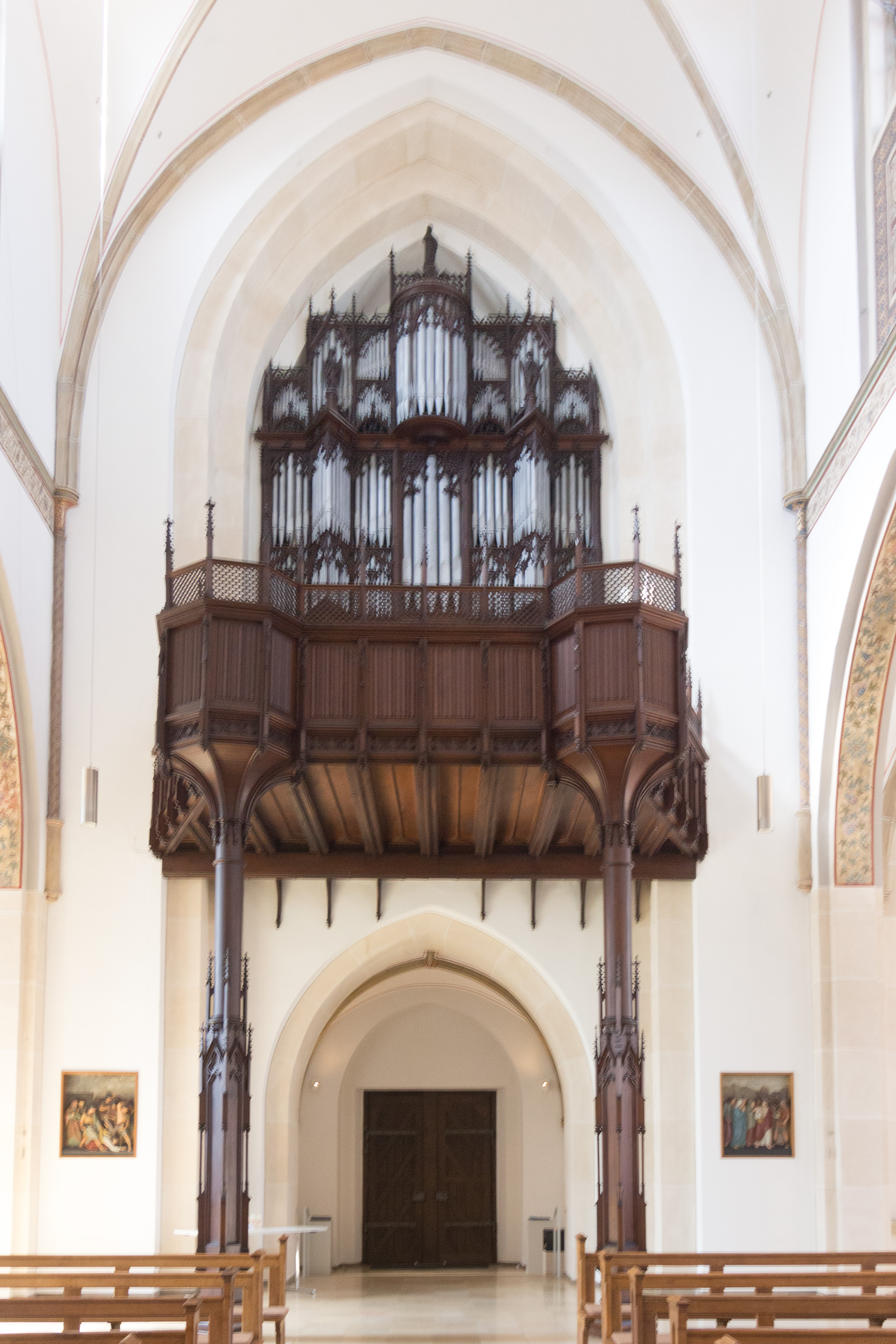
Orgel

Die 1854 von Josef Laudenbach für den Vorgängerbau gebaute Orgel wurde von ihm 1873 vergrößert. Sie hat jetzt 26 Register, zwei Manuale und ein Pedal.
| I Hauptwerk C–f3 |                 |     |
| 01.              | Bordun          | 16′ |
| 02.              | Principal       | 08′ |
| 03.              | Viola da Gamba  | 08′ |
| 04.              | Gedackt         | 08′ |
| 05.              | Salicional      | 08′ |
| 06.              | Quintatön       | 08′ |
| 07.              | Octav           | 04′ |
| 08.              | Rohrflöte       | 04′ |
| 09.              | Octav           | 02′ |
| 10.              | Flageolet       | 01′ |
| 11.              | Sesquialtera II |     |
| 12.              | Mixtur IV       | 02′ |
| 13.              | Trompete        | 08′ |
|                  | Tremulant       |     |

| II Positiv C–f3 |                 |       |
| 14.             | Geigenprincipal | 8′    |
| 15.             | Hohlflöte       | 8′    |
| 16.             | Principal       | 4′    |
| 17.             | Gedackt         | 4′    |
| 18.             | Flöte           | 2′    |
| 19.             | Mixtur II       | 1 ⁄3′ |

| Pedalwerk C–d1 |           |     |
| 20.            | Subbaß    | 16′ |
| 21.            | Violonbaß | 16′ |
| 22.            | Principal | 08′ |
| 23.            | Octav     | 04′ |
| 24.            | Posaune   | 16′ |
| 25.            | Trompete  | 08′ |

- Koppeln: II/I, I/P, II/P.